# Louisiade-Blaubrustpitta
Die Louisiade-Blaubrustpitta (Erythropitta meeki, Syn.: Pitta meeki) ist eine wenig erforschte Sperlingsvogelart aus der Familie der Pittas (Pittidae). Sie ist auf der Insel Rossel im Louisiade-Archipel endemisch. Das Artepitheton ehrt den Vogel- und Insektensammler Albert Stewart Meek, der in den 1890er Jahren die Typusexemplare für Walter Rothschild gesammelt hatte. Bis 2015 galt die Louisiade-Blaubrustpitta als Unterart der Blaubrustpitta (Erythropitta erythrogaster). Aufgrund morphologischer Unterschiede wurde sie jedoch als eigenständige Art abgespalten.

## Merkmale
Die Louisiade-Blaubrustpitta erreicht eine Körperlänge von 16 bis 18 cm, davon entfallen 3,5 bis 4,2 cm auf den Schwanz. Die Schnabellänge beträgt 2,2 bis 2,6 Zentimeter.
Von der Blaubrustpitta unterscheidet sie sich durch eine größere Körperlänge, durch das Fehlen der schwarzbraunen seitlichen Oberkopfstreifen, durch den hell braunen (versus hellblauen) Obermantel und durch die dunklere Oberseite. Des Weiteren ist sie durch ein breites, schwarzes unteres Brustband gekennzeichnet, das bei der Blaubrustpitta fehlt. Der Oberkopf ist hell graubraun. Der Nacken ist hell rötlichbraun. Die Kehle ist schwarzbraun. Das Kinn ist heller. Die Ohrdecken sind blau verwaschen. Der Rücken und die Brustseiten sind dunkelgrün. Der Unterbauch ist rot. Das breite schwarze Brustband hat feine rote Spitzen. Neben dem Vorderfußwurzelgelenk ist häufig ein hervorstehender weißer Flecken.

## Lebensraum und Lebensweise
Die Louisiade-Blaubrustpitta bewohnt bewaldete Regionen, einschließlich Sekundärwälder. Über ihre Lebensweise ist nichts bekannt.

## Status
Die Louisiade-Blaubrustpitta wird von der IUCN in die Kategorie „unzureichende Datenlage“ (data deficient) gelistet. Ihr Verbreitungsgebiet ist auf Rossel, die kleinste der Hauptinseln des Louisiaden-Archipels beschränkt, die mäßig von Lebensraumverlust, insbesondere durch Goldsucher, betroffen ist. Anfang des 21. Jahrhunderts wurde die Art als mäßig häufig betrachtet. Jedoch gibt es zu wenig aussagekräftige Informationen über die Bestandssituation und nur wenige Ornithologen haben bisher Rossel besucht. 2022 gelang einem britischen Naturfotografen die erste Fotoaufnahme dieser Art.